# Быков, Геннадий Васильевич (депутат)
Генна́дий Васи́льевич Бы́ков (Пустой шаблон {{ВД-Преамбула}} ) — советский хозяйственный и политический деятель.

## Биография
Родился в 1937 году в Ленинграде. Член КПСС.
В 1952—1956 гг. — ученик слесаря, слесарь сборочного цеха завода «Знамя труда».
В 1956—1959 гг. — военнослужащий Советской армии.
В 1959—1962 гг. — слесарь-сборщик, в 1962—1989 гг. — бригадир слесарей-сборщиков Ленинградского научно-производственного объединения арматуростроения «Знамя труда» имени И. И. Лепсе.
Заслуженный рационализатор РСФСР.
Делегат XXV съезда КПСС.
Избирался народным депутатом СССР (1989—1991).
Жил в Санкт-Петербурге.

## Награды
- Орден Ленина
- Орден Октябрьской Революции
- Орден Знак Почёта